# پارک چول سو
این یک نام کره‌ای است؛ نام خانوادگی پارک است.
پارک چول سو (کره‌ای: 박철수؛ ۲۰ نوامبر ۱۹۴۸ – ۱۹ فوریهٔ ۲۰۱۳) کارگردان، فیلم‌نامه‌نویس، تهیه‌کننده، و هنرپیشه اهل کره جنوبی بود.
او یکی از فیلمسازان فعال در سینمای کره در دهه ۱۹۸۰ و دهه ۹۰ میلادی بود.
مادر محصول ۱۹۸۵ میلادی از فیلم‌های پارک است.